# Mike Mendez’ Killers
Mike Mendez’ Killers ist ein Horrorthriller und das Regiedebüt von Mike Mendez aus dem Jahre 1996. Er wurde mit geringem Budget und einer neunköpfigen Crew gedreht und entwickelte sich in Europa zu einem Kultfilm des Genres.

## Handlung
Die beiden Brüder Kyle (David Gunn) und Odessa James (Dave Larsen) sind wegen des Mordes an ihren Eltern zum Tode verurteilt worden. Doch kurz vor der Hinrichtung gelingt ihnen eines Nachts die Flucht aus dem Gefängnis. Ganze Hundertschaften der Polizei sind den Medienstars auf den Fersen. Schließlich bringen sie die scheinbar unbedarfte Familie Ryan in ihre Gewalt. Nachdem anfangs Mutter und Tochter der Familie auf eine merkwürdige Art dem rohen Charme der beiden Brüder erliegen, offenbaren die Ryans jedoch alsbald ihr wahres Gesicht. Die Gebrüder James sind an eine psychopathische Familie geraten, die in Kellerverliesen zahlreiche feindselige Gestalten beherbergt.

## Kritiken
„Dieser Film entstand ganz sicher im Zuge der Tarantino-Gewaltwelle, allen voran natürlich Natural Born Killers und From Dusk Till Dawn. Aus dem ersteren wurden die Killer geklaut, aus dem zweiteren die überraschende zweite Hälfte des Filmes, in der es plötzlich den Killern an den Kragen geht. Im Ganzen ein recht gutes Filmchen, Stonemäßig hektisch gedreht mit dem typischen Independentflair und einigen härteren Szenen.“

## Trivia
In Deutschland wurde der Film das erste Mal im April 1998 indiziert. Im März 2023 wurden alle Indizierungen des Films gestrichen.